# Karl Friedrich von Geßler
Friedrich Karl von Geßler (* 1752; † 20. Dezember 1829 in Schmiedeberg) war preußischer Gesandter am Sächsischen Hof, Kammerherr, später Geheimer Finanzrat sowie Freund von Goethe, Schiller und Friederike von Reden. Bereits seit 1786 war er Ehrenmitglied der Preußischen Akademie der Künste in Berlin.

## Herkunft
Sein Großvater war der preußische Feldmarschall Friedrich Leopold von Geßler (1688–1762). Seine Eltern waren Wilhelm von Geßler (* 18. Dezember 1724; † 8. Juli 1794) auf Odersch und dessen Ehefrau Karoline von Poppe († 3. Dezember 1786).

## Leben
Geßler machte seine Kavalierstour 1780 durch England und Italien. Er ging in preußische Dienste und wurde bereits 1787 mit dem Eisernen Kreuz 2. Klasse ausgezeichnet.
Im Jahr 1788 kam er dann als Gesandter nach Dresden, wo er bald viele Persönlichkeiten kennenlernte. So traf er am 20. Juli 1788 Schiller auf der Jagd und auch dessen Freund Christian Gottfried Körner. Körner war es, der Geßler während einer schweren Erkrankung im Winter 1789 regelmäßig besuchte. Er finanzierte auch Klapproths Untersuchungen des Wassers in Karlsbad.
1790 traf er dann bei Körner auch Goethe der sich auf der Durchreise befand. Geßler wurde 1791 dann auch Taufpate von Theodor Körner und trat im gleichen Jahr von seinem Gesandtschaftsposten zurück, um sich nur der Wissenschaft zu widmen.
1795 verkaufte er seine Besitzungen in Schlesien, die er von seinem Vater geerbt hatte. Im Jahr darauf machte er eine lange geplante Italienreise, nachdem er zuvor mit Körner noch Jena und Weimar besuchte, wo beide sich mit Schiller und Goethe trafen. Auf seiner Italienreise begleitete ihn der damalige Assessor Ludwig Senfft von Pilsach. Von der Reise in Italien gibt es zahlreich Briefe. Sie war sehr schwierig, da dort Krieg geführt wurde und ein großes Misstrauen in der Bevölkerung vorherrschte.
Im Jahr 1797 kehrte Senfft von Pilsach, Geßler blieb noch in Italien. Er verliebte sich in eine junge Römerin und brachte in die Schweiz, wo sie eine standesgemäße Erziehung bekommen sollte. Ihr weiteres Schicksal ist nicht bekannt, aber Geßler erreichte 1798 Dresden ohne sie. Nach den Befreiungskriegen zog er 1816 nach Schmiedeberg.
Es gibt eine umfangreiche Korrespondenz.